# Hôtel des Thermes
L'hôtel des Thermes est un édifice en ruine de l'île de La Réunion, département d'outre-mer français dans le sud-ouest de l'océan Indien. Situé à Cilaos, une station thermale dans les Hauts de l'île, il abritait autrefois un hôtel.

## Histoire en résumé
L'hôtel des Thermes de Cilaos voit le jour dans les années 1930, plus précisément en 1936. Il est en ruines depuis le 31 mai 2000.

## 1935-1937: Création de l'hôtel des thermes de Cilaos
Construit entre les années 1935 et 1937, en même temps que l'église de Cilaos, après la création quelques années auparavant de la route de Cilaos, elle est l'aboutissement des premières actions du syndicat de l'initiative de l'île de la Réunion. Cet hôtel est alors constitué de 300 chambres.
Après la constatation du potentiel de la station thermale de Cilaos, le Grand Hôtel des Thermes voit le jour en 1936. Cet établissement touristique connaîtra par la suite une certaine prospérité de l'année de sa création jusqu'aux alentours des années 1960.

## 1960-1998: Difficultés financières de l'hôtel et apparition de la concurrence
Au cours de cette période, l'hôtel des Thermes commence à vieillir et le bâti à subir les effets du temps. En effet, on ne change et n'entretient que très peu le bâti, extérieur comme intérieur. La concurrence apparaît dans la commune de Cilaos avec l'apparition des gîtes, des nouveaux hôtels ce qui a en effet semblerait-il gêné l'activité touristique de cet hôtel.

## 1998
La commission de sécurité décide la fermeture de l'établissement, à cause de son état de dégradation.

## 31 mai 2000: Fermeture de l'hôtel des Thermes officiellement pour modernisation
Après plus de soixante années de service, l'hôtel des Thermes, propriété du Département de la Réunion, ferme officiellement ses portes pour des travaux de rénovation et d'extension, avant de rouvrir avec un nouveau repreneur. Cette annonce cause un fort émoi dans le cirque, où l'on craint que ne se reproduise la même scène qu'a connue l'Hôtel des Salazes à Hell-Bourg en 1984.
En effet, à l'époque, l'hôtel des Thermes, locomotive de l'hôtellerie à Cilaos, représente un enjeu important pour le cirque.
Au cours des années qui vont suivre, de nombreux appels à projets seront organisés par le Département de la Réunion, alors propriétaire des lieux dont notamment l'un des plus récents s'est déroulé en 2019.

## 2012
Le Département de la Réunion présente un nouveau projet pour l'hôtel des Thermes, la revalorisation du site en un établissement de formation. Un projet présenté par un des membres du conseil général de la Réunion à la présidence du Département de la Réunion mais qui pourrait mettre plusieurs années à voir le jour.

## 2019: Nouvel appel à repreneurs lancé par leDépartement de la Réunion
Le 8 juillet 2019, le Département de la Réunion lance un nouvel appel à repreneurs pour que l'on modernise le bâti qui se dégrade  depuis près de 20 ans.
Le 8 octobre 2019, l'hôtel des Thermes est toujours en attente de repreneurs. Le bâti se dégrade maintenant depuis près de 20 ans et attend toujours une rénovation. La situation de l'hôtel en ruines est dans l'impasse. Les repreneurs évoquent toujours le même problème pour récupérer l'hôtel, l'impossibilité de défiscaliser, soit la défiscalisation. 